# Озаркевич Іван Григорович

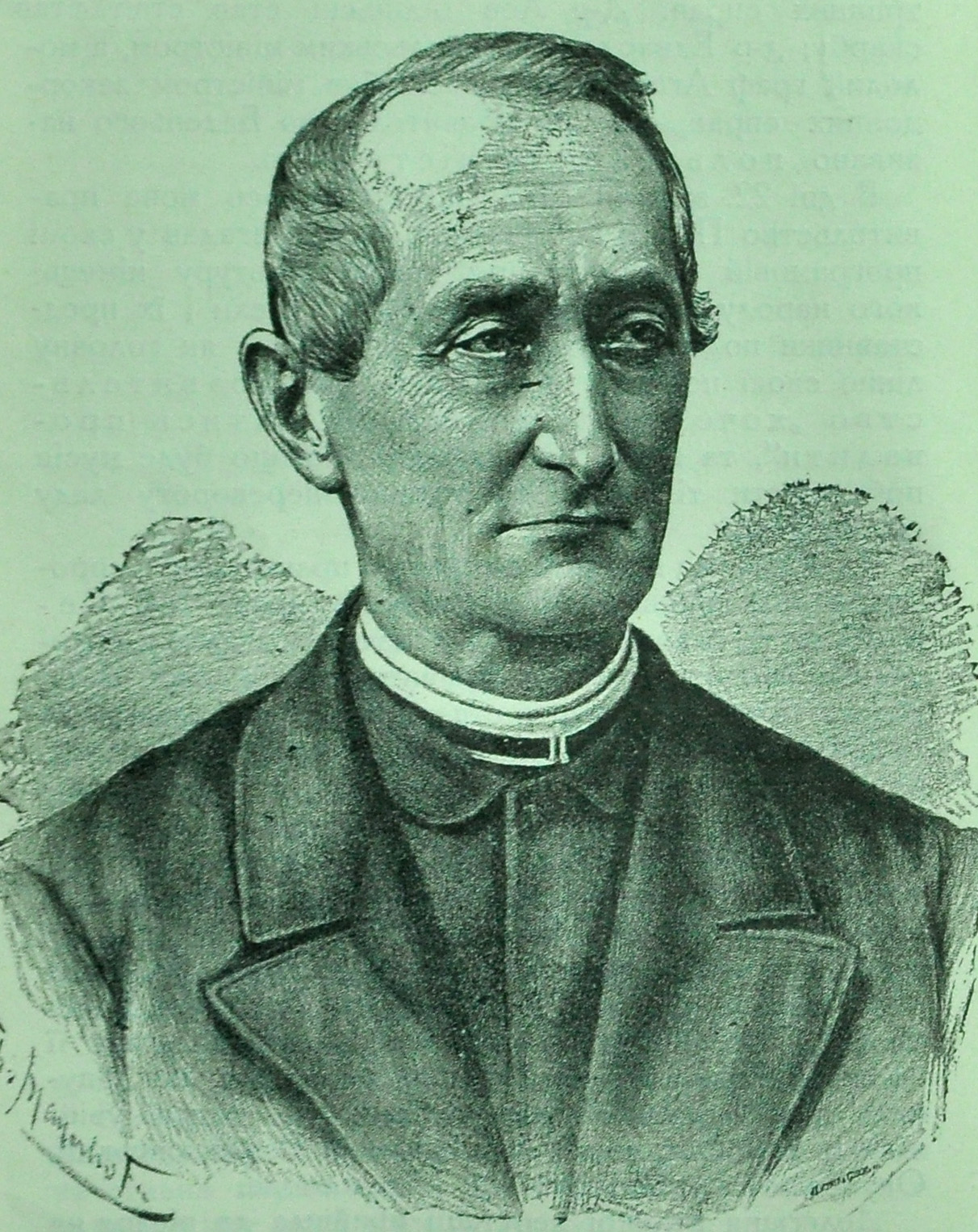
Пам'ятна дошка в Коломиї

Іван Озаркевич (1795, Белелуя — 20 серпня 1854) — український церковний і культурно-освітній діяч, греко-католицький священник, співзасновник аматорського театру в Коломиї, який здійснив першу в Галичині прилюдну українську виставу.
Батько Івана Озаркевича, дід української письменниці, організаторки жіночого руху Наталії Кобринської.

## Життєпис
Завершивши у 1824 році навчання на богословському факультеті Львівського університету, служив деякий час парафіяльним священиком у Глибокому та Коломиї.Отець Іван з 1837 по 1853 року, як оповідав народознавець Ярослав Полатайчук, «прийшов до Коломиї на руського пароха». Він застав тут найбільший нелад і убожество в парафії. Із давнішіх п'яти «руських церков» лишалася тільки одна старенька, звана Воскресенською, і маленька капличка на нинішньому цвинтарі, званим Монастирським. Але і ту, останню міську церкву, що перебувала, говорячи сучасною мовою, у аварійному стані, розібрали. На місці, де зараз стоїть споруда колишнього кінотеатру імені Мирослава Ірчана, навпроти нинішнього академічного драматичного театру імені Озаркевича, 1751 року була збудована Воскресенська церква Благовіщення Святої Діви. 1848 року церква, за невизначених обставин, згоріла, Лишалася для церковної відправи Монастирська капличка, яка вміщала до 20 осіб.
Під час «Весни народів» (революції 1848—1849 років в Австрійській імперії) — активний член Коломийської Руської Ради та співзасновник першого аматорського театру в Галичині, що ставив глядачам Коломиї прилюдну українську виставу (для театру переробив і переспівував твори І. Котляревського, Г. Квітки-Основ'яненка). А вже 2 травня у Львові створено першу політичну організацію галицьких українців — Головну Руську Раду, метою якої була оборона національних, політичних і культурних прав українського народу в Галичині. На початок 50-х років діяло понад п'ятдесят Рад у Галичині. Тоді ж відбулося розмежування українських і польських громадсько-політичних сил. 15 травня 1848 року Головна Руська рада у Львові звернулась до українського народу з «Маніфестом», де, мабуть, уперше в історії, була проголошена ідея єдності галицьких і наддніпрянських українців як єдиного народу. Далі ми побачимо, що ця ідея і лягла в основу організації першого українського публічного театру у Галичині.
Коломияни готувалися до виборів першого австрійського парламенту, У місті панувала атмосфера загального піднесення, викликана новою конституцією. 8 червня у магістраті відбулося установче засідання Коломийської Руської Ради. До Ради було обрано десять членів, серед них — парох Коломиї отець Іван Озаркевич, парох Мишина та ініціатор і головний фундатор будівництва Народного дому в Коломиї отець Йосафат Кобринський, директор міської гімназії, меценат видання «Русалка Дністрова» Микола Верещинський. Друкованим органом Головної Руської ради стала газета «Зоря Галицька», де, до речі, друкувалися рецензії на вистави коломийського театру Озаркевича.
"Так, як дбав отець Іван за божу хвалу, так дбав він і за честь і славу руського народу. — пише Ярослав Полатайчук. — Він і в церкві, і по хатах за кожної нагоди проповідував тверезість, його пісні проти пиятики й донині жиють у Коломиї і в окремих селах між людьми…
Ми повинні знати, що ці міські й сільські парохи були справжніми енциклопедистами. І великими просвітителями українського народу. Вони володіли кількома мовами, могли бути депутатами австрійського парламенту, засновували перші українські громадсько-політичні організації, ініціювали численні культурницькі починання. Проповідуючи українською мовою, писали українські букварі, поезії, п'єси, перекладали з інших мов, відкривали народні читальні, будинки тверезості. І коли надійшов слушний історичний час стали біля джерел українського театру.
Брав участь у Першому з'їзді української інтелігенції у Львові 1848 року.

## Творчість
- «Дівка на відданю, або На милуванє нема силуваня» (або «Відданиця») переробка «Наталка Полтавка» Івана Котляревського
- «Сватанє, або Жених навіжений» переробка «Сватання на Гончарівці» Григорія Квітки-Основ'яненка
- «Весілє або над цигана Шмагайла нема розумнішого» переробка «Купала на Івана» Степана Писаревського
- «Жовнір-чарівник або Що не поможе наука, то поможе батіг» переробка «Москаль чарівник» Івана Котляревського
- Переклав з німецької мови алегорії «Дари предків», «На взор Мегерле»

В друкарні Михайла Білоуса надрукував свої вірші «Молитва Руси», «Материнська боязнь». Готував комедію «Опришки в Карпатах», але не закінчив.
Можна припустити, виходячи з тексту його п'єс, що Озаркевич, в усякому разі — на час створення ним театру, обстоював необхідність розповсюдження української літературної мови, близької до народної, громадянський шрифт і фонетичний правопис і виступив одним із засновників «Галицько-руської матиці» — товариства для просвітницької і літературно-видавничої справи українською мовою.
8 червня (27 травня за старим стилем) 1848 року, по піврічній репетиційній підготовці, відбулася прем'єра комедіо-опери Івана Озаркевича «Дівка на виданню або На милуванє нема силування». Зберігся відгук на цю першу галицьку виставу. У листі від 9 червня 1848 року священика української греко-католицької церкви, просвітителя, людини, судячи з усього, близької до коломийського театру (він, до речі, був учасником першої коломийської вистави), отця Йосафата Кобринського (1818—1901), до свого друга, поета, ученого, просвітителя Якова Главацького (1814—1891) у село Хмелеву Чортківської округи (тепер Заліщицького району Тернопільської області) висловлюється захоплення, в тому числі і глядачів виставою і самою появою української вистави у Коломиї: «С театру іду і зо мною кілька сот Русинів самих веселих. Не набувбисся на руском дивадлі. Чудо не ігра. То інше діло чути рідне слово, видіти народноє дійствіє…». Іван Озаркевич створив і очолив «Коломийське товариство акторів під предводительством Ляйтнера» (перша офіційна назва Коломийського театру).
Іван Франко високо оцінив постать Івана Озаркевича, його значення для розвитку української культури, театральної зокрема. Так, він писав, що Озаркевич є людина незвична, різнобічна і артистична, яка «кидалася на ріжні розривки: музика, експерименти фізичні, особливо з електрикою, потроху й малярство — тягли його до себе і хоть убивали час, то не могли заспокоїти його живої, талановитої вдачі… Рік 1848 оживив його надзвичайно». Іван Озаркевич, за образним виразом Івана Франка, «воскреситель щиронародної сцени в Галичині» Літературознавець Михайло Возняк у відомій фахівцям праці «Українські вистави в Галичині в першій половині XIX століття», ніби на підтвердження франківської характеристики Озаркевича як людини «з задатками артистичного хисту в своїй натурі», додає до неї здатність до поривань «до чогось вищого, чим се, про що загально думало наше духовенство…».

## Вшанування пам'яті
- Ім'ям Івана Озаркевича названі вулиці в містах Коломия, Івано-Франківськ, Чернівці, Львів та ін.
- У 2008 році до 160 річниці заснування аматорського театру в Коломиї тамтешній драмтеатр перейменували на Коломийський академічний обласний український драматичний театр ім. І. Озаркевича